# Yaya Ceravieja
Yaya Ceravieja es una bruja integrante del llamado Cónclave de Lancre y protagonista de las novelas de la serie del Mundodisco, pertenecientes al Arco de las Brujas, escritas por Terry Pratchett.

## El personaje
Su verdadero nombre es Esmerelda Ceravieja y ella, junto a Tata Ogg y Magrat Ajostiernos, sustituida posteriormente por Agnes Nitt, forman el aquelarre de brujas de Lancre.
Sin lugar a dudas es la bruja más poderosa que existe y su poder quizás incluso iguala a la mítica Aliss la negra, quien fue maestra de la maestra de su maestra.
Su carácter es rudo y agrio, pero no por ello es malvada, aunque no por gusto, ya que como confiesa en Brujas de viaje, no es buena porque le guste, sino porque su hermana mayor era malvada y a ella no le dejó otra opción más que ser la buena, cuidar a su familia y al pueblo. A pesar de todo, ama el pueblo y a todos los que hay en él.
A diferencia de los magos, las brujas se consideran más poderosas cuanto mayor sea su capacidad de hacer cosas sin tener que recurrir a la magia. Es por ello que prefieren usar su astucia, charlatanería, psicología inversa y el Efecto Forer: las que mezclan en una especie de disciplina y filosofía de vida llamada cabezología. Por lo general, esta técnica la ocupan las brujas para cosas tales como ver el futuro en las palmas de las manos (lo que es solo charlatanería ya que ellas ven el futuro en todo momento), convencer a la gente de hacer lo que desean, vender sus pociones, etc. Yaya Ceravieja es una experta en este arte, pero no por ello debe pensarse que no posee poder mágico: ha sido capaz de utilizar un cayado de mago, a pesar de ser magia incompatible con la suya y de sostener un combate contra uno de los archicancilleres de la Universidad Invisible, incluso fue capaz de enviar las montañas del Carnero varios años al futuro. 
Tiene gusto por la medicina herbal, lo que es otro de sus fuertes. Planta hierbas exóticas que nadie sabe de dónde vienen, pero que evitan a toda costa ya que no es raro que puedan comer carne. A veces, algunas aves se meten entre las ramas de su huerto, o “las hierbas”, como las llama ella, y salen volando de manera caótica mientras sueltan risitas y miran colores inexistentes. Otras veces ni siquiera vuelven a aparecer.
También tiene gusto por el Préstamo. Esto es proyectar su mente dentro de algún animal y usar su cuerpo para algún fin o solo por gusto. Es una técnica muy peligrosa, ya que si no se controla o si se pasa de tiempo, la mente del animal absorbe la de la bruja diluyéndola por completo. Obviamente Yaya, lo hace cada día por las tardes. Es la única bruja que ha conseguido “tomar prestada” la mente colectiva de una colmena de abejas, la de un edificio y también a una familia completa de vampiros.

## Físico
Muy a su pesar, Yaya, quien desearía ser tan bruja en apariencia como lo es en poder, no posee verrugas, ni es baja, ni tiene joroba, ni voz rasposa y conserva una perfecta y blanca dentadura a pesar de tener alrededor de sesenta años. En realidad es una mujer madura, delgada, con muy buena postura y cierto atractivo, lo cual es una contradicción si se es una bruja; el único rasgo desagradable que posee en realidad es su ceño duro y crítico, que aprovecha con tal habilidad que nadie se fija en sus cualidades.
Cuando era joven fue una de las mujeres deseadas de las Montañas del Carnero. Mustrum Riddcully fue uno de sus pretendientes y ambos fueron el gran amor del otro, pero el orgullo de Yaya (junto con una visión del futuro que hablaba sobre lo poco que él viviría si se casaban) le hizo abandonarlo el día antes de la boda, siendo esta una de las razones por las que él se convirtiera en mago.
Su aspecto es el de una mujer alta y delgada, con llamativa y afilada nariz aguileña y ojos muy azules (como zafiros) con una tremenda fuerza (física y de voluntad) y una dura actitud increíble (cuando va por un camino las carretas, soldados e incluso animales en estampidas prefieren cederle el paso), siempre viste de negro con la moda de la bruja, es decir vestido o falda negra, capa negra con forro de terciopelo rojo, sombrero negro y puntiagudo y botas gruesas de dura punta cuadrada.
A veces vuela en su escoba, pero no muy seguido, ya que está en muy mal estado y debe correr mucho para que logre encender y despegar.

## Atributos
No solo es la mejor amiga de Tata Ogg, sino que también es su opuesto. En realidad, Tata es la única persona que no le teme y se atreve a jugar con su humor (es la única que saldría ilesa y con su misma forma). En el pueblo todos le temen y en realidad nadie comprende que a pesar de ser dura busca lo mejor para ellos y lejos de odiar a la gente se preocupa por todos; sin embargo, Yaya en persona ha debido reconocer que sabe que en su funeral habrá decenas de personas, pero solo irán para comprobar en persona que por fin ha muerto. 
Aun así, si hay un parto, un moribundo, accidentado o cualquier tipo de persona en apuros todos están seguros de poder contar con su ayuda, además todos ponen su fe en ella para resolver cualquier tipo de problema, sea una niño llorando, una pierna rota, un rey despótico, elfos u otros, saben que Yaya se hará cargo. 
A diferencia de Tata Ogg, es totalmente inepta a la hora de preparar comida dulce, pero es una maestra de los encurtidos. Es, o fue, prima de Galder Ceravieja, el archicanciller de la Universidad Invisible que apareció en el libro La Luz Fantástica, quien intentó cazar a Rincewind y por error atrapó al equipaje, obviamente pagándolo con su vida.

## Posesiones
Vive en una cabaña cerca del pueblo (durante mucho tiempo se creyó que era la dueña, pero en realidad sucede que al casero le da miedo cobrarle la renta), en la que cultiva plantas medicinales (aunque a veces las doma primero, literalmente). 
No posee familia, ya que aunque las brujas pueden casarse y procrear, ella no lo desea. De hecho, como se descubre en Lores y Damas, Yaya sigue siendo virgen, pese a su avanzada edad.

## Novelas donde aparece
Por orden cronológico de publicación original:
- Ritos iguales - Equal Rites. Serie de las Brujas.
- Brujerías - Wyrd Sisters. Serie de las Brujas.
- Brujas de viaje - Witches Abroad. Serie de las Brujas.
- Lores y damas - Lords and Ladies. Serie de las Brujas.
- Mascarada - Maskerade. Serie de las Brujas.
- Carpe Jugulum. Serie de las Brujas.
- Los Pequeños Hombres Libres - The Wee Free Men. Serie de Tiffany Dolorido.
- Un Sombrero de Cielo - A Hat Full of Sky. Serie de Tiffany Dolorido.
- Wintersmith (El Forjainviernos o "La corona de hielo" según el país). Serie de Tiffany Dolorido.
- I Shall Wear Midnigth (Vestiré de medianoche). Serie de Tiffany Dolorido.
- The shepherd's crown (La corona del pastor, Mundodisco 41). Último libro de la serie de Tiffany Dolorido

- Datos: Q267447
- Multimedia: Granny Weatherwax / Q267447